# Convento de San José (Málaga)

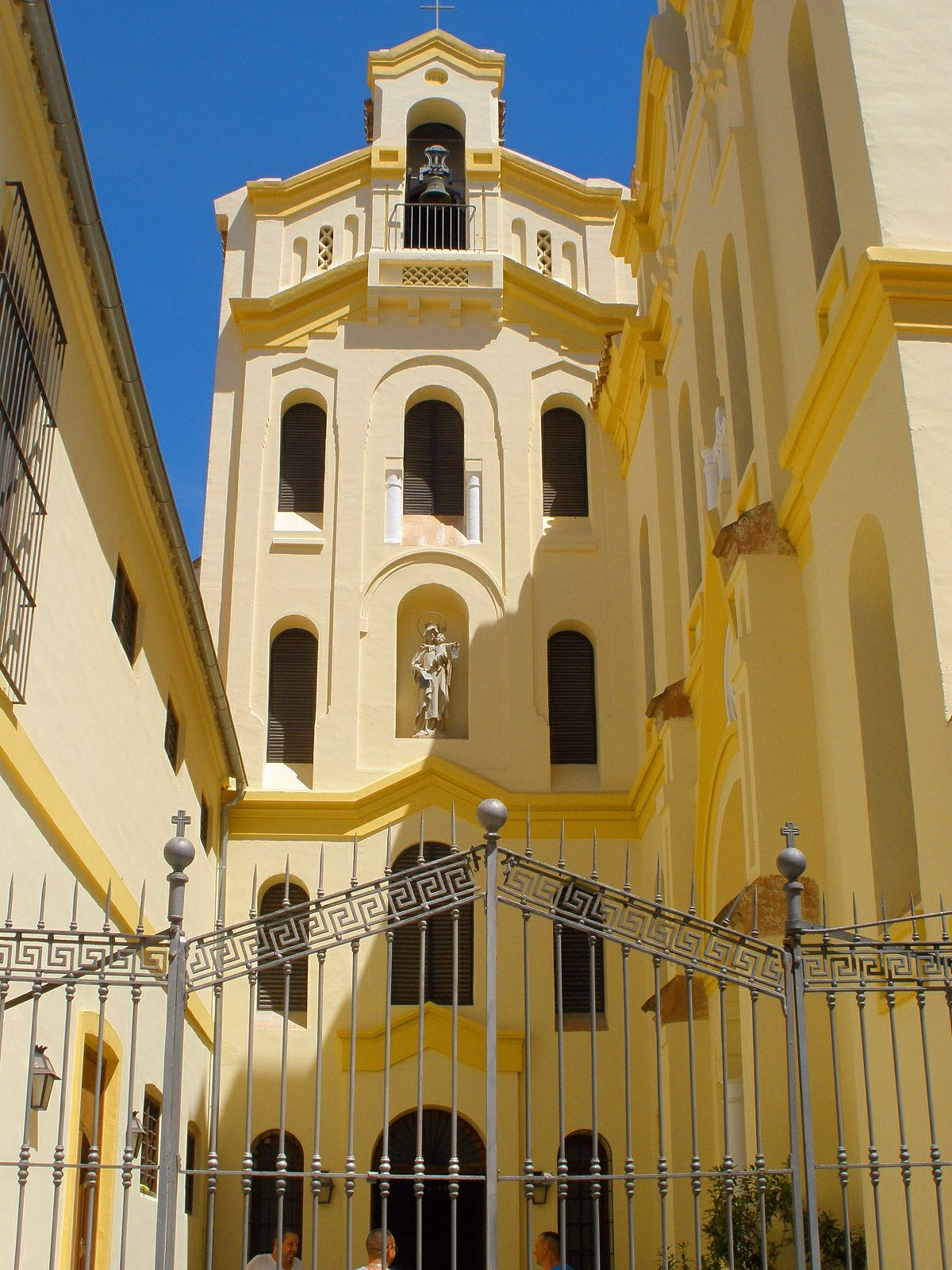
Monasterio de San José, de MM Carmelitas Descalzas

El Convento de Hermanas Carmelitas de San José es un edificio situado en el barrio La Goleta del Distrito Centro de la ciudad de Málaga, España.
Este edificio es obra de Manuel Rivera Valentín y data de 1878 y fue restaurado por Enrique Atencia en 1940. Destaca su patio-jardín que cierra la fachada del convento y de la iglesia que combina elementos neogóticos y arcos de medio punto. La planta de la iglesia es de cruz latina con una sola nave cubierta con bóveda de arista y crucero con bóveda de gajos sobre trompas. A los lados se abren dos capillas y una tribuna a modo de troforio. Al fondo se alza un coro con balaustrada de madera.
Este edificio está en proceso de rehabilitación para acoger una exposición permanente de la obra del pintor expresionista Jorge Rando sobre la Pasión de Jesucristo que es propiedad del Obispado de Málaga.